# Nelli Bangert
Nelli Bangert (* 1987) ist Redakteurin, Autorin, Mentorin und Sprecherin für Frauen-Events.

## Leben und Wirken
Nelli Bangert ist eine Russlanddeutsche Schriftstellerin und Referentin. Seit ihrem Volontariat bei ERF Medien arbeitet sie als Redakteurin beim Jugendmissionswerk „Nightlight“ in Bergneustadt. Viele Jahre war sie Jugendmitarbeiterin, ist Teil der Initiative „Lily White“, arbeitet für das Jugendprojekt STEPS und als Referentin und Sprecherin für Frauenevents. Während ihrer Bibelschulzeit hat sie ihr Herz für junge Mädels und dem Schreiben entdeckt. Ihr Debüt als Autorin hatte sie 2016 mit dem Single-Ratgeber „Wo bleibt mein Prinz?“. Danach folgten etliche Andachts- und Workbooks sowie Hörspiele für Mädchen & Frauen.
Nelli Bangert ist seit 2017 mit ihrem Mann Christian verheiratet, lebt mit ihm in Linsengericht und leitet zusammen mit ihm den Jugendkreis der Kirche des Nazareners in Gelnhausen.

## Veröffentlichungen
- Wo bleibt mein Prinz? Warum du Gott voll und ganz vertrauen kannst, Gerth Medien, Aßlar 2016, ISBN 978-3-95734-094-8.
- Du bist ein Gedanke Gottes: 44 x kreative Zeit mit Gott. Mädchenandachten, Gerth Medien, Aßlar 2018, ISBN 978-3-95734-476-2.
- Wundertüte Leben: 44 Aha-Momente mit Gott, Gerth Medien, Aßlar 2019, ISBN 978-3-95734-549-3.
- Krea.tief beten: Inspirationen für Herzensbegegnungen mit Gott (Illustratorin: Mira Weiss), Gerth Medien, Aßlar 2020, ISBN 978-3-95734-629-2.
- Hoffnungsschimmer: 24 Lichtblicke für die Adventszeit, Gerth Medien, Aßlar 2021, ISBN 978-3-95734-787-9.
- Frei.geliebt leben. Nah an Gottes Herz die Weite des Lebens entdecken (Illustratorin: Anne Herbst), Gerth Medien, Aßlar 2023, ISBN 978-3-95734-841-8.
- Nach-hall-tig leben: verschenke dich voller Liebe in das, was ewig bleibt, Gerth Medien, Aßlar 2024, ISBN 978-3-98695-069-9.
- Segens.Räume. Öffne dein Lebenshaus für Gott und erlebe Freude und Leichtigkeit, Gerth Medien, Aßlar 2025, ISBN 978-3-98695-128-3.

als Mitautorin
- mit Regina Neufeld und Julia Neudorf: Unendlich geliebt. 52 Andachten für Mädchen mit Liebesbriefen von Jesus, Gerth Medien, Aßlar 2014, ISBN 978-3-86591-470-5.
- mit Verena Keil (Hrsg.): Nutella für die Seele. Andachten für den besten Start in den Tag, Gerth Medien, Aßlar 2017, ISBN 978-3-95734-206-5.
- mit Verena Keil (Hrsg.): Schoko-Crunchies für Hirn & Herz. Andachten für den besten Start in den Tag, Gerth Medien, Aßlar 2021, ISBN 978-3-95734-723-7.
- mit Christian Bangert: Follow me: 40 kreative Andachten für deinen Glauben, Gerth Medien, Aßlar 2022, ISBN 978-3-95734-905-7.

Hörspiele
- Nele – mein ganz normales Leben (Hörspiel-CD) ISSN 2629-6950
  - Folge 1: Fail! Das war wohl nichts! Gerth Medien, Aßlar 2019.
  - Folge 2: Nice! Du bist schön! Gerth Medien, Aßlar 2020.
  - Folge 3: Like! Du gehörst dazu! Gerth Medien, Aßlar 2020.